# 山城町西宇
山城町西宇（やましろちょうにしう）は、徳島県三好市の町名。郵便番号は779-5451。

## 地理
三好市の西部に位置。北は山城町重実、西は山城町白川・山城町光兼・山城町粟山、南は山城町上名、東は吉野川を挟んで池田町川崎・西祖谷山村新道・西祖谷山村ふしろ山にそれぞれ接する。
東境は吉野川が北流しており、並行して国道32号が通っている。地内北方にはJR小歩危駅がある。

### 山岳
- 大久保峰

### 河川
- 吉野川
- 白川谷川

## 歴史
- 2006年（平成18年）3月1日 - 三好郡山城町が三野町・池田町・井川町・東祖谷山村・西祖谷山村と合併して三好市が発足し、現在の町名となる。

## 世帯数と人口
2021年（令和3年）12月31日現在の世帯数と人口は以下の通りである。
| 町丁       | 世帯数  | 人口  |
| ---------- | ------- | ----- |
| 山城町西宇 | 131世帯 | 243人 |

## 小・中学校の学区
市立小・中学校に通う場合、学区は以下の通りとなる。
| 番地 | 小学校             | 中学校             |
| ---- | ------------------ | ------------------ |
| 全域 | 三好市立山城小学校 | 三好市立山城中学校 |

## 施設
- 大歩危峡
- 小歩危峡
- 高了神社
- 子泣き爺発祥の地碑
- アザミ峠

## 交通

### 鉄道
- JR土讃線 小歩危駅。

### 道路
国道
- 国道32号

都道府県道
- 徳島県道272号上名西宇線（妖怪街道）

### 橋梁
- 赤川橋